# Bradypodion dracomontanum
Bradypodion dracomontanum là một loài thằn lằn trong họ Chamaeleonidae. Loài này được Raw mô tả khoa học đầu tiên năm 1976.